# Idaea interjectaria
Idaea interjectaria là một loài bướm đêm trong họ Geometridae.